# Montreuil (Pas-de-Calais)
Montreuil (często Montreuil-sur-Mer) – miejscowość i gmina we Francji, w regionie Hauts-de-France, w departamencie Pas-de-Calais.
Według danych na rok 1990 gminę zamieszkiwało 2450 osób, a gęstość zaludnienia wynosiła 860 osób/km² (wśród 1549 gmin regionu Nord-Pas-de-Calais Montreuil plasuje się na 322. miejscu pod względem liczby ludności, natomiast pod względem powierzchni na miejscu 852.). Często używana nazwa Montreuil-sur-Mer nie jest oficjalna. W Montreuil-sur-Mer toczy się akcja fragmentu powieści Nędznicy.